# Korosty
Korosty (ukr. Корости) – wieś na Ukrainie, w  obwodzie iwanofrankiwskim, w rejonie kosowskim.